# Moroni (engel)

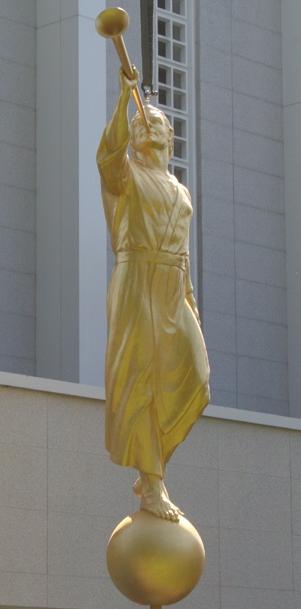
Standbeeld van Moroni bij Bern-Tempel, Zwitserland

Moroni was de laatste profeet in het Boek van Mormon volgens mormonen. Volgens het Boek van Mormon maakte Moroni mee dat de Nephieten werden uitgemoord en hij was dus een van de laatsten van zijn volk. Hij werd achtervolgd door Lamanieten en vluchtte dus voor zijn leven. Hij had de verslagen die door zijn volk waren bijgehouden en schreef zelf ook enkele woorden in onder andere het boek Moroni.
Rond het jaar 421 na Christus zou hij de verslagen verborgen hebben van de Nephieten en de Lamanieten (die door de mormonen beschouwd worden als de voorouders van de indianen) in een drumlin die Cumorah heette. De langgerekte heuvel staat ook bekend als "mormonenheuvel".
Volgens Joseph Smith verscheen deze Moroni in 1823 als een engel aan hem en toonde hem waar de gouden platen, waarop het verslag gegraveerd was, verborgen lagen in Cumorah.
Er is geen historisch bewijs voor het bestaan van Moroni, hij wordt enkel genoemd in de boeken van de mormonen. Maar in zijn eigen boek Moroni, maakt hij de indruk van een kerkdienaar, die voorschriften geeft voor de eredienst - die passen in het raam van de kerkgeschiedenis in Europa -, benoemen van ouderlingen, zingen in de kerk, de kinderdoop etc.
Omstreeks dit tijdstip was ook de eerste congregatie in Europa.